# Даниэльс, Фаррингтон
Фаррингтон Даниэльс (англ. Farrington Daniels; 8 марта 1889 года, Миннеаполис — 23 июня 1972 года, Мадисон) — американский учёный-физик и химик, один из первоисследователей солнечной энергетики.
Член Национальной академии наук США (1947), Американской академии искусств и наук (1957).

## Биография
Родился в семье сотрудника American Express, впоследствии — суперинтендента. Был старшим из трёх сыновей.
В возрасте четырёх лет стал посещать Вестминстерскую пресвитерианскую церковь, что определило его религиозное и общественное мировоззрение. В 1895 году стал учиться в Кенвудской школе, продолжил обучение в Дугласской школе. Среди предметов школьной программы он полюбил историю, живопись и географию, по иронии судьбы не полюбил арифметику. Увлекался также путешествиями, бейсболом и телеграфией (организацией передачи информации), был очарован Томасом Эдисоном, Сэмюэлем Морзе, Александром Грэхемом Беллом и Джоном Чарльзом Филдсом. Про себя он решил, что хочет быть электриком и изобретателем, к этому моменту он увлёкся химией и физикой, его заинтересовало устройство электродвигателей, коллекционирование марок, он собирал птичьи яйца и ухаживал за домашними животными. Его любимой темой стала экспериментальная наука.
В 1906 году поступил в Университет Миннесоты, специализировался по химии, дополнительно прослушал некоторые курсы по ботанике и немецкому языку. Подрабатывал летом на железной дороге. Получил степень по химии в 1910 году. В следующем году получил степень магистра по физической химии. Поступил в Гарвардский университет в 1911 году, получил степень доктора философии в 1914 году, вёл исследования по электрохимии и термодинамике таллий-ртутных амальгам. Вместе с ним учились E. K. Болтон, Роджер Адамс, Фрэнк С. Уитмор, Джеймс Б. Самнер, Джеймс Брайант Конант. Работал под руководством Нобелевского лауреата (1914) Т. Ричардса.
Летом 1912 года посетил Англию и Европу.
Во время Второй мировой войны он был главой металлургического отдела Манхэттенского проекта. В 1944 году он разработал основы ядерного реактора, которому дал общее название, получившему дальнейшее развитие в Германии. С 1950 он вместе с другими учёными выступал против развертывания гонки ядерных вооружений.
В Университете штата Висконсин создал лабораторию по изучению возможностей использования солнечной энергии, в настоящее время считается одним из пионеров использования солнечной энергии. Награда Международного энергетического общества солнечной энергии (ИСЕС), присуждаемая за заслуги в использовании солнечной энергии, названа в его честь.
Написал несколько учебников по физической химии и использованию солнечной энергии, соучредитель первого журнала в США о солнечной энергии.
Умер от осложнений от рака печени.

## Награды
- 1957 медаль Пристли.

## Труды (на русском языке)
- Даниэльс Ф., Альберти Р. Физическая химия // Пер. со 2 англ. изд., 1961. — Москва: Высшая школа, 1967. — 784 с.